# Biserica de lemn din Zvoriștea
Biserica de lemn din Zvoriștea este un lăcaș de cult ortodox construit la începutul secolului al XX-lea în satul Zvoriștea din comuna omonimă aflată în județul Suceava. Edificiul religios se află localizat în cimitirul satului, pe latura de est a drumului DJ 291A, și are rol de capelă de cimitir.
Biserica de lemn din Zvoriștea nu a fost inclusă pe Lista monumentelor istorice din județul Suceava.

## Istoricul bisericii
Biserica de lemn din Zvoriștea a fost construită la începutul secolului al XX-lea, cu rol de capelă de cimitir. În prezent, mica capelă din lemn este într-un stadiu avansat de degradare.

## Arhitectura bisericii
Biserica de lemn din Zvoriștea are dimensiuni foarte mici și este construită în totalitate din bârne de lemn. Pereții din bârne sunt placați cu scânduri vopsite în culoarea violetă. Inițial acoperită cu șindrilă, biserica are în prezent învelitoare din tablă.
În biserică se intră printr-un ușă aflată pe latura de sud. Biserica are o turlă cu rol de clopotniță deasupra pronaosului.

## Imagini

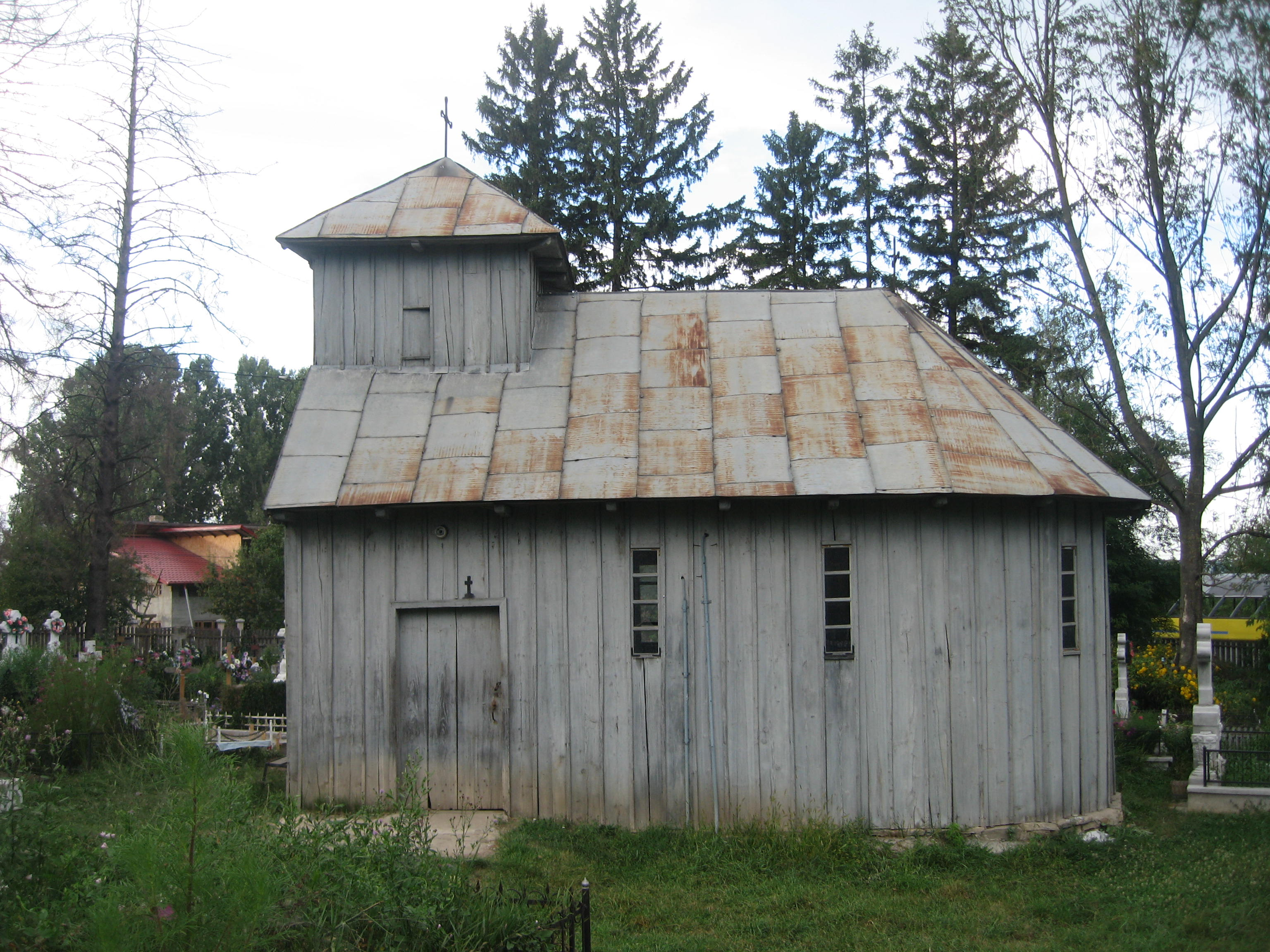
Biserica privită de pe latura de sud
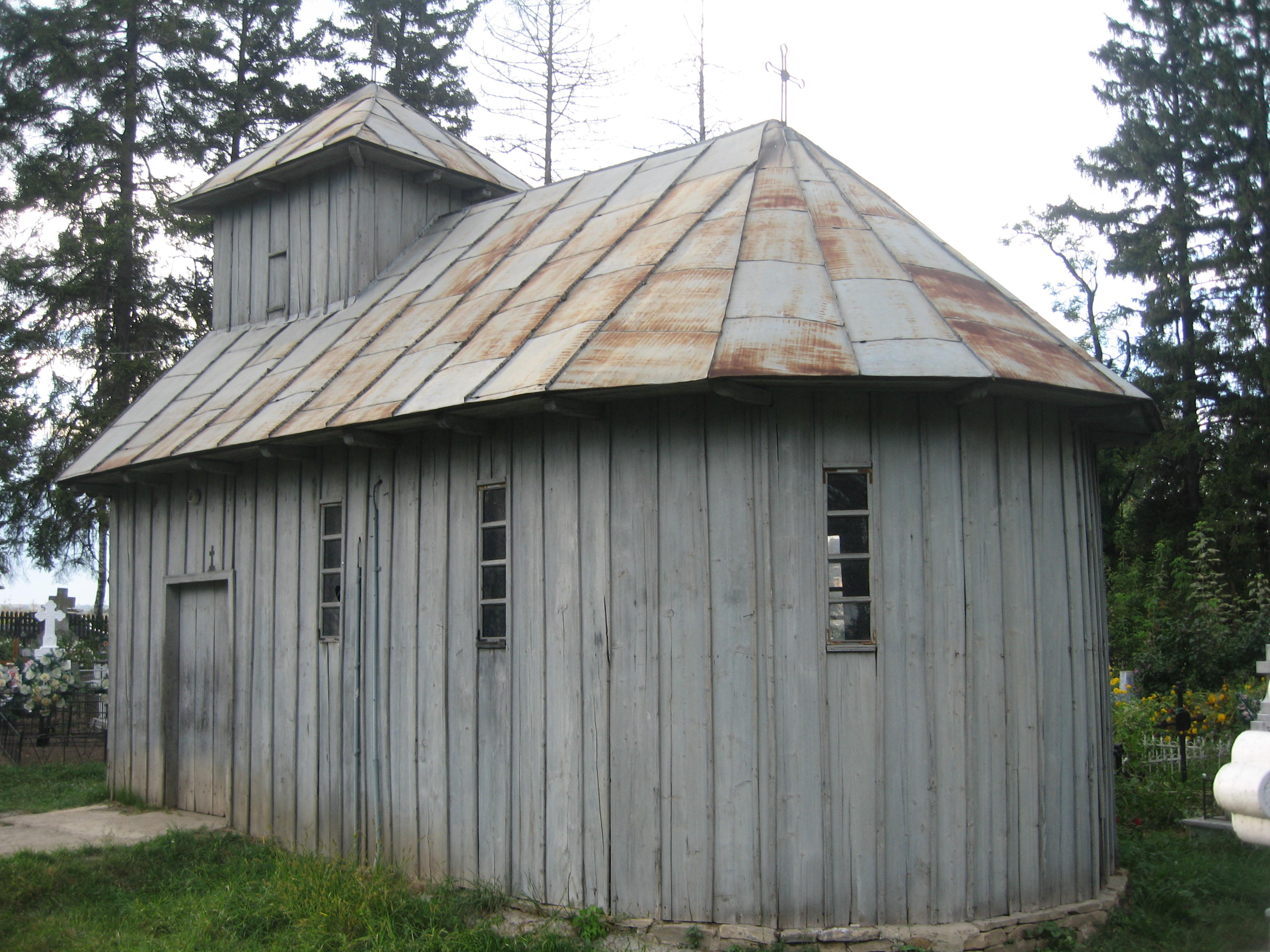
Biserica privită de pe latura de sud-est
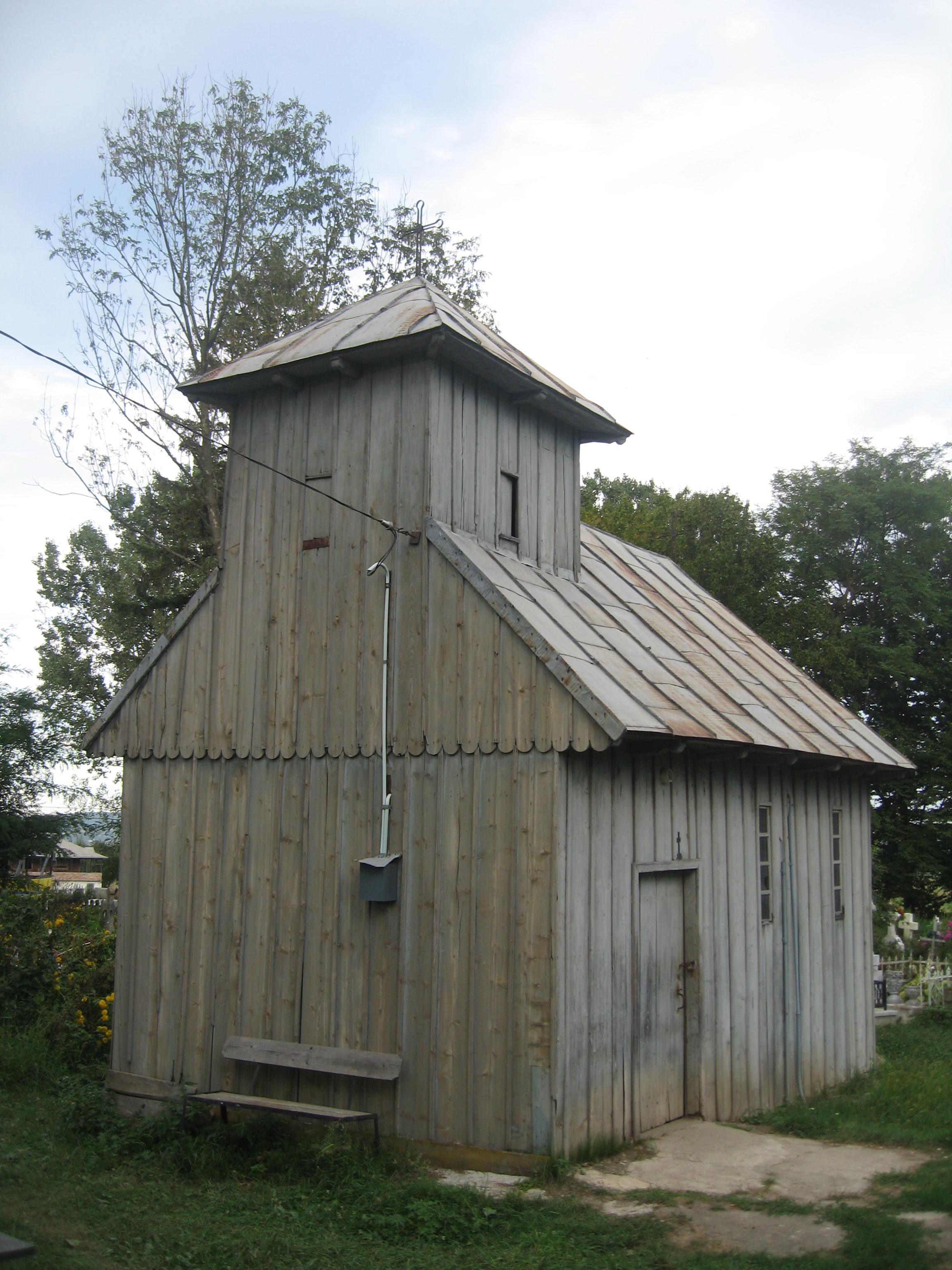
Biserica privită de pe latura de sud-vest
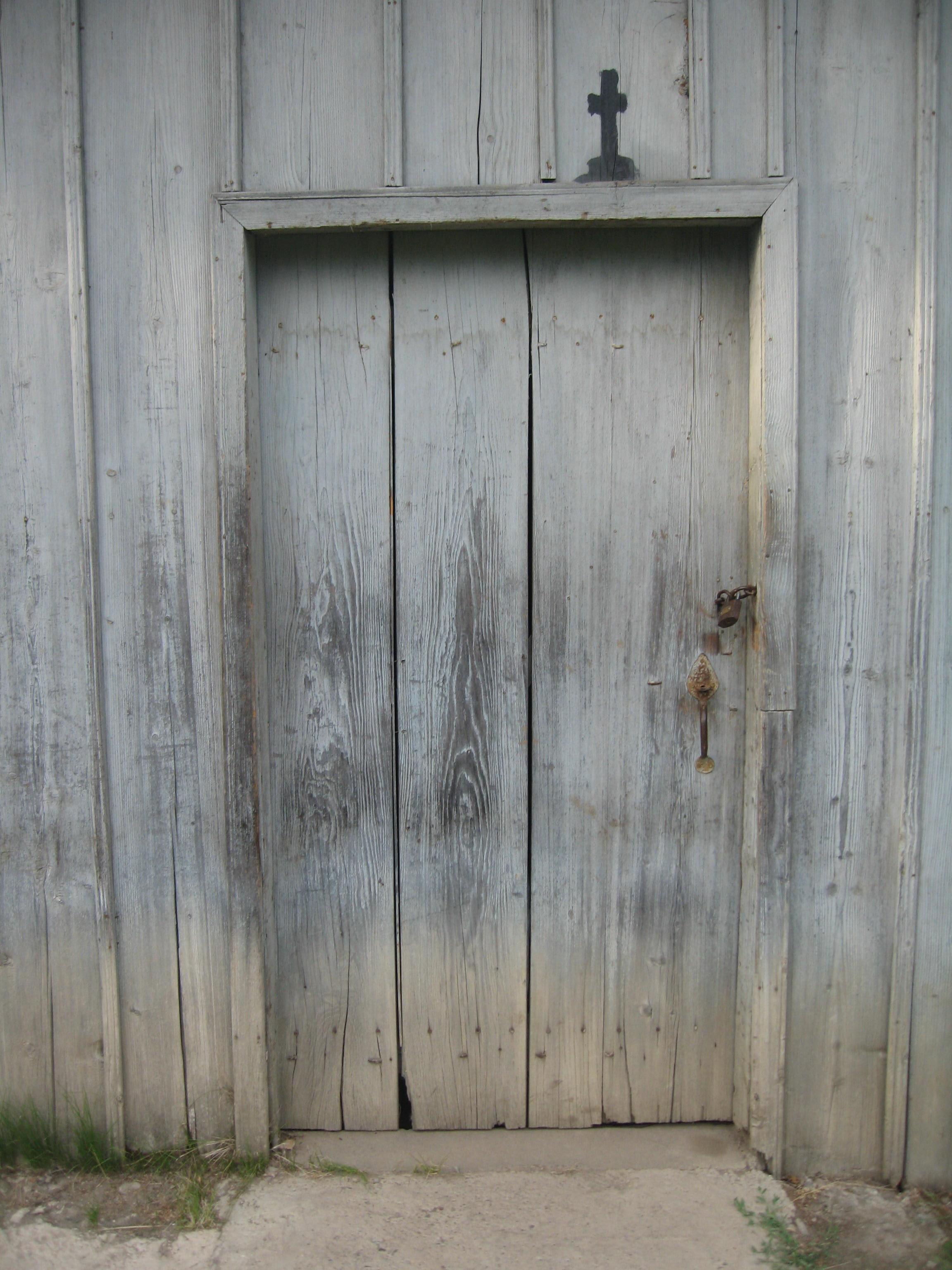
Ușa de intrare de pe latura de sud
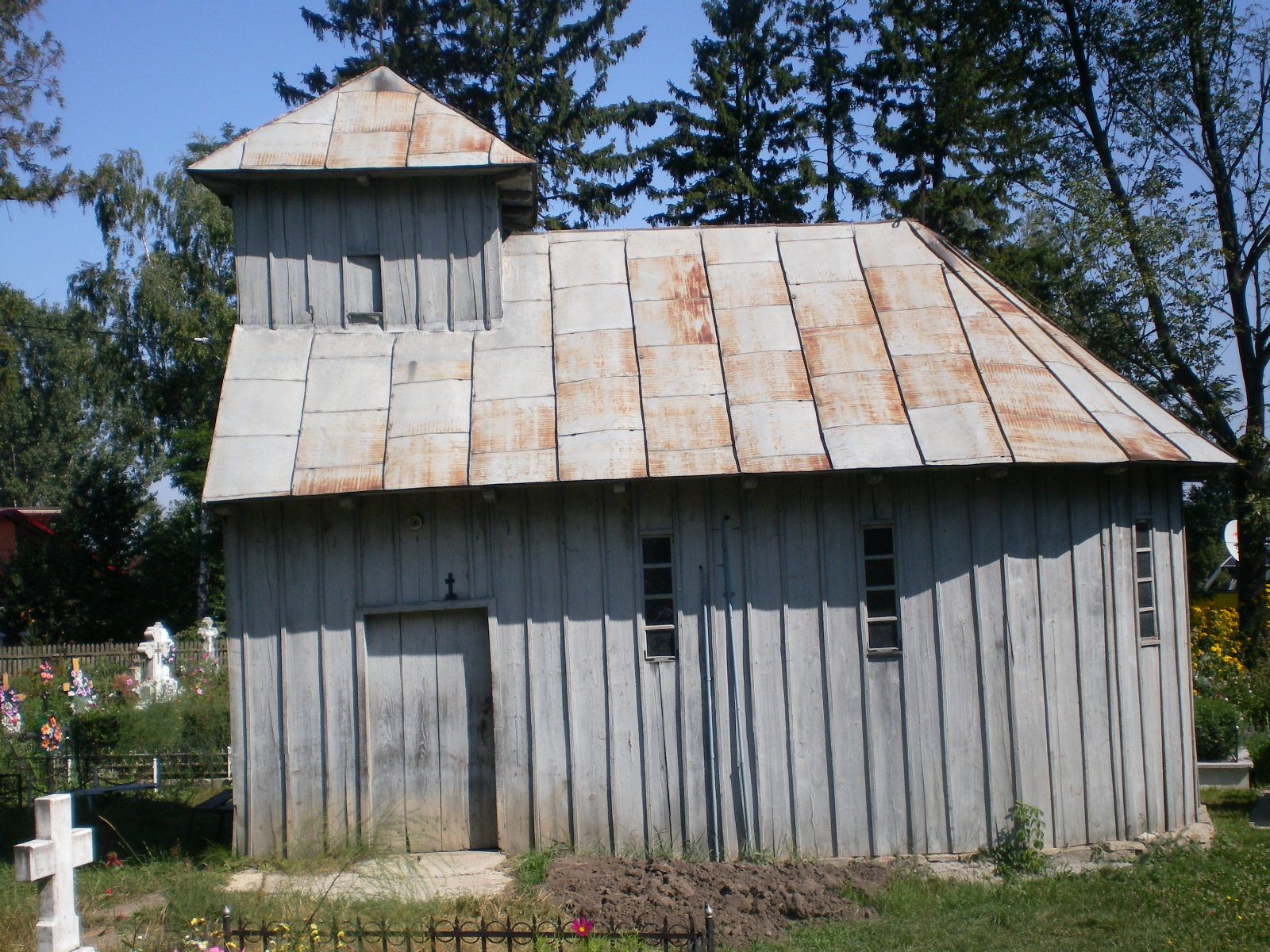
Biserica privită de pe latura de sud
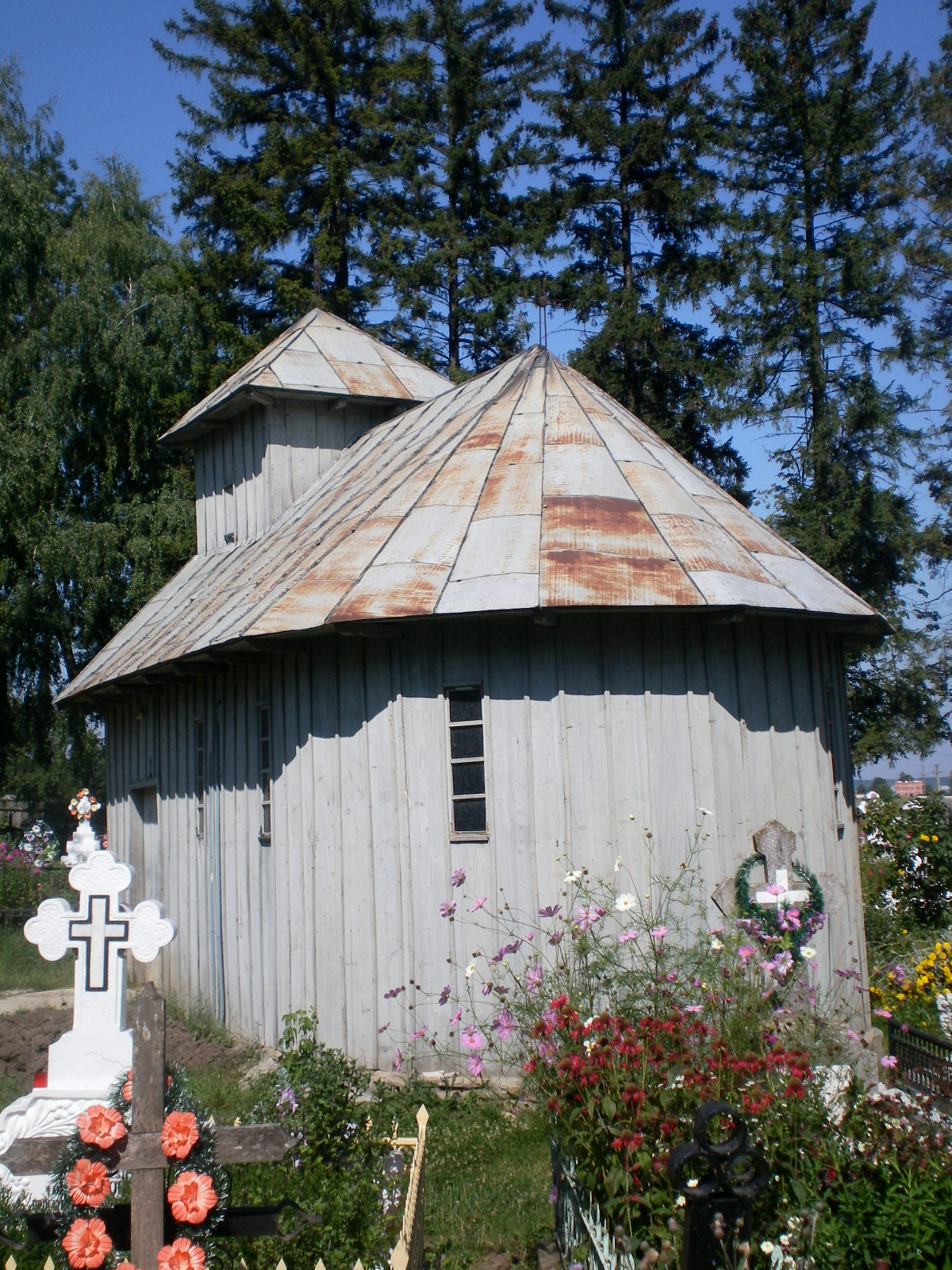
Biserica privită de pe latura de sud-est
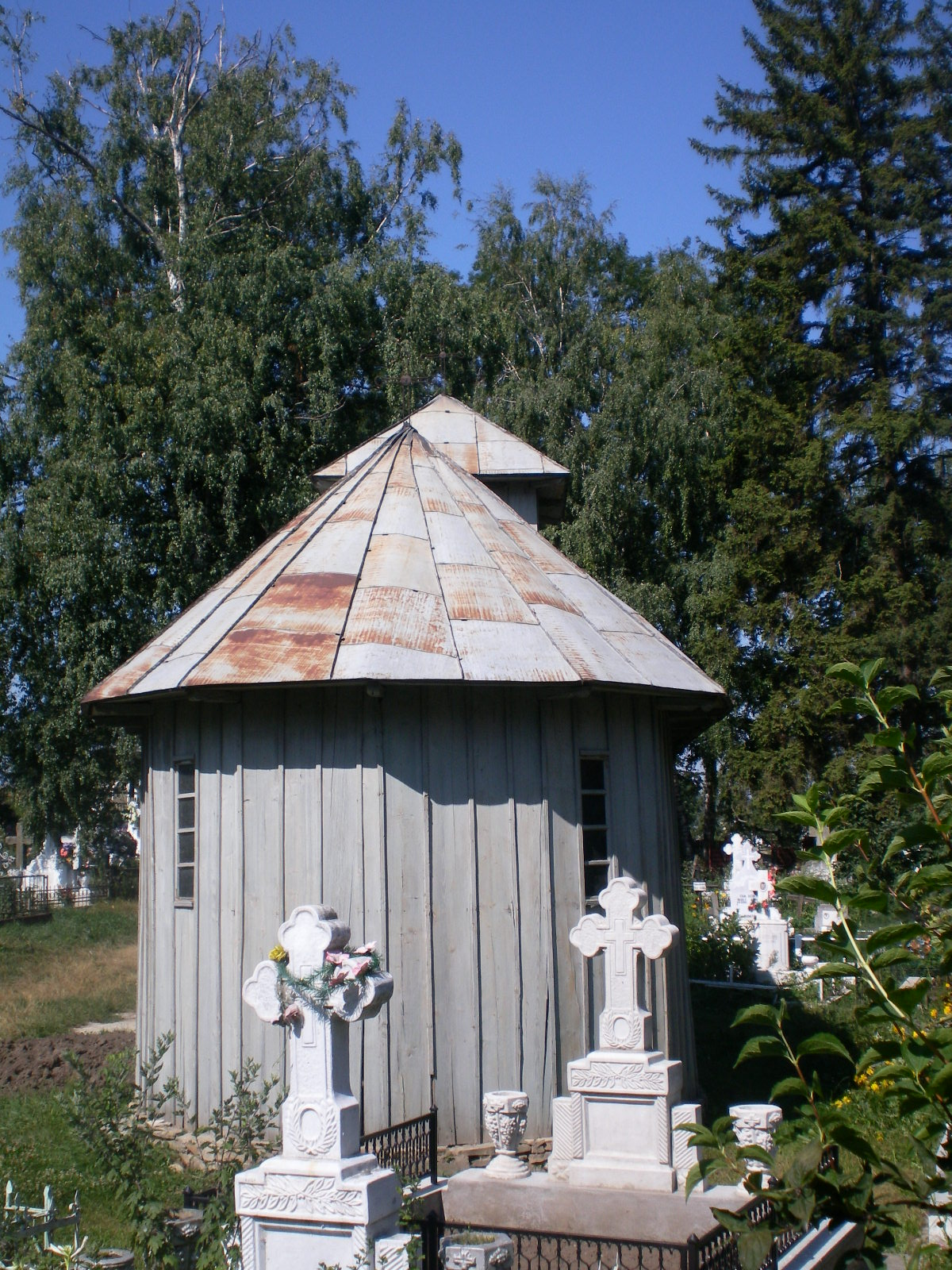
Absida altarului
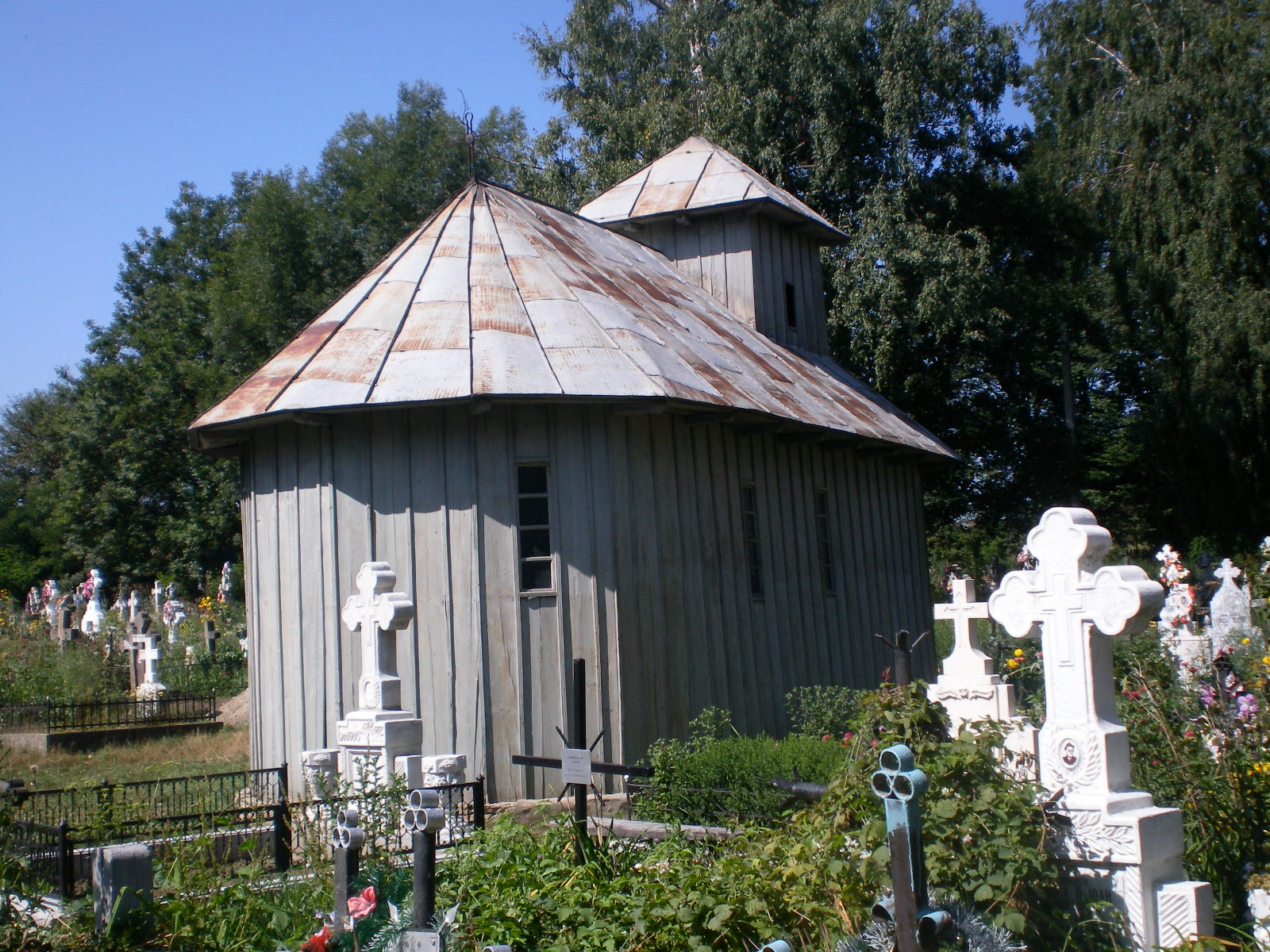
Biserica privită de pe latura de nord-est
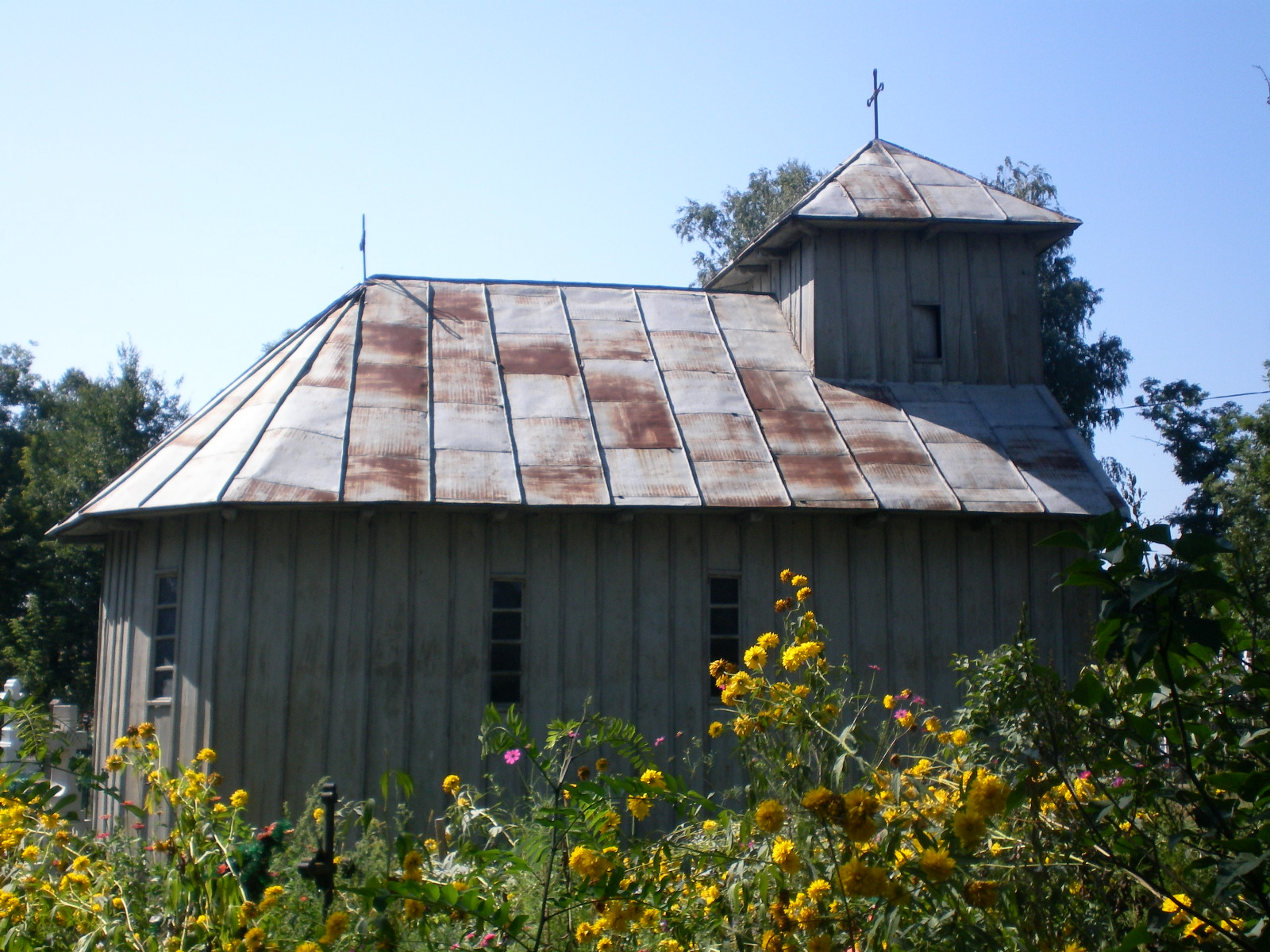
Biserica privită de pe latura de nord
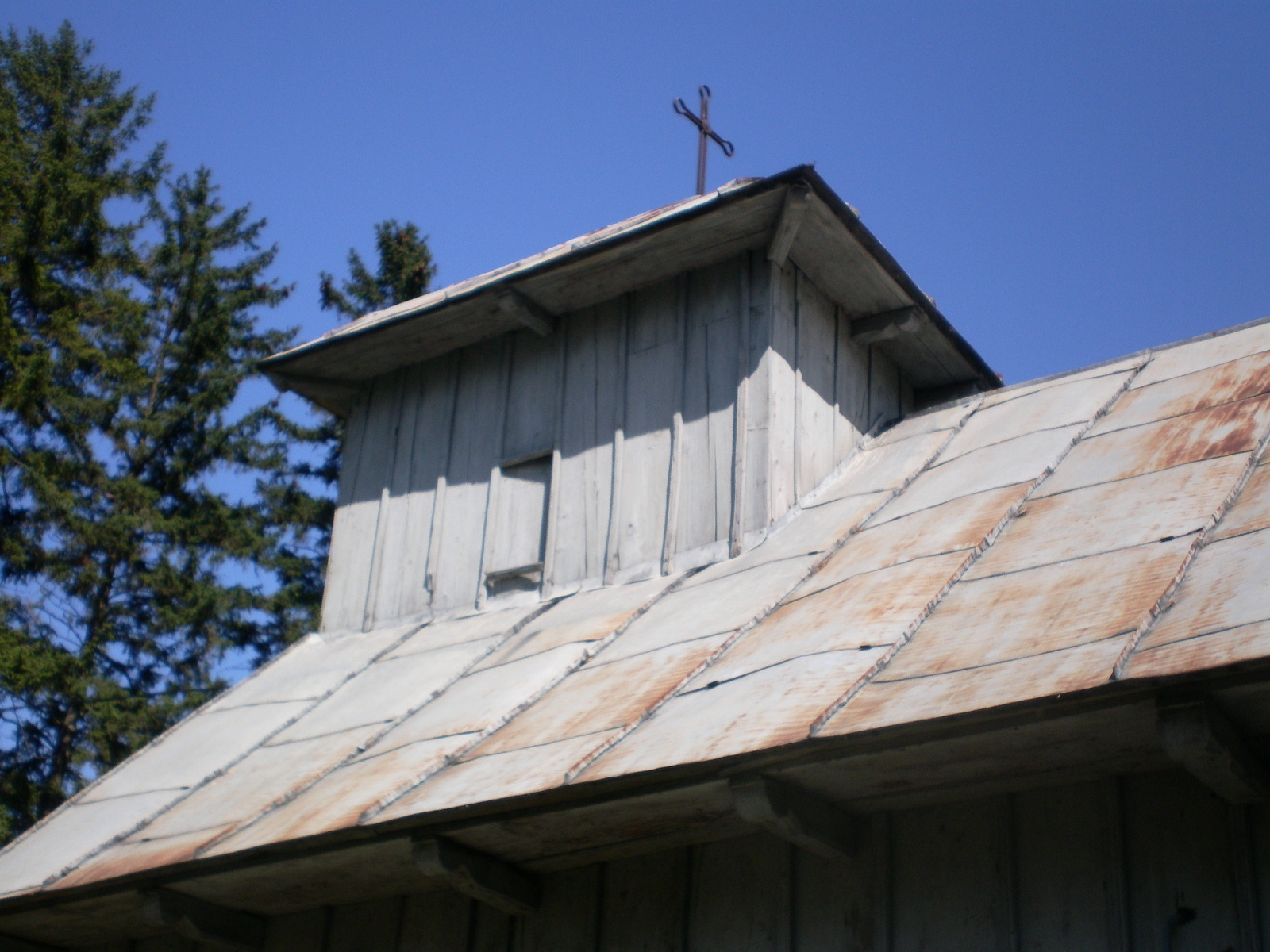
Turla bisericii
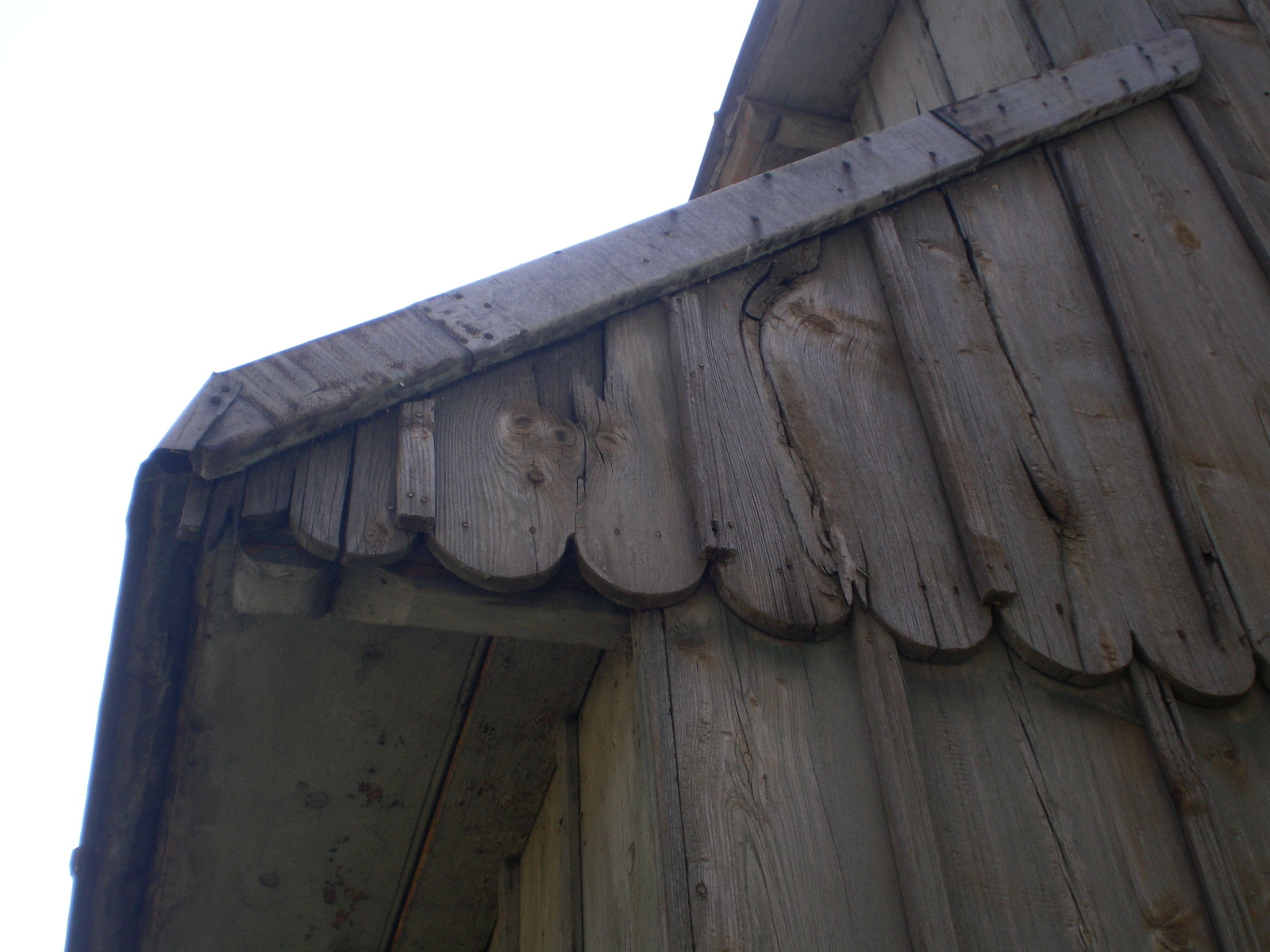
Colț de acoperiș
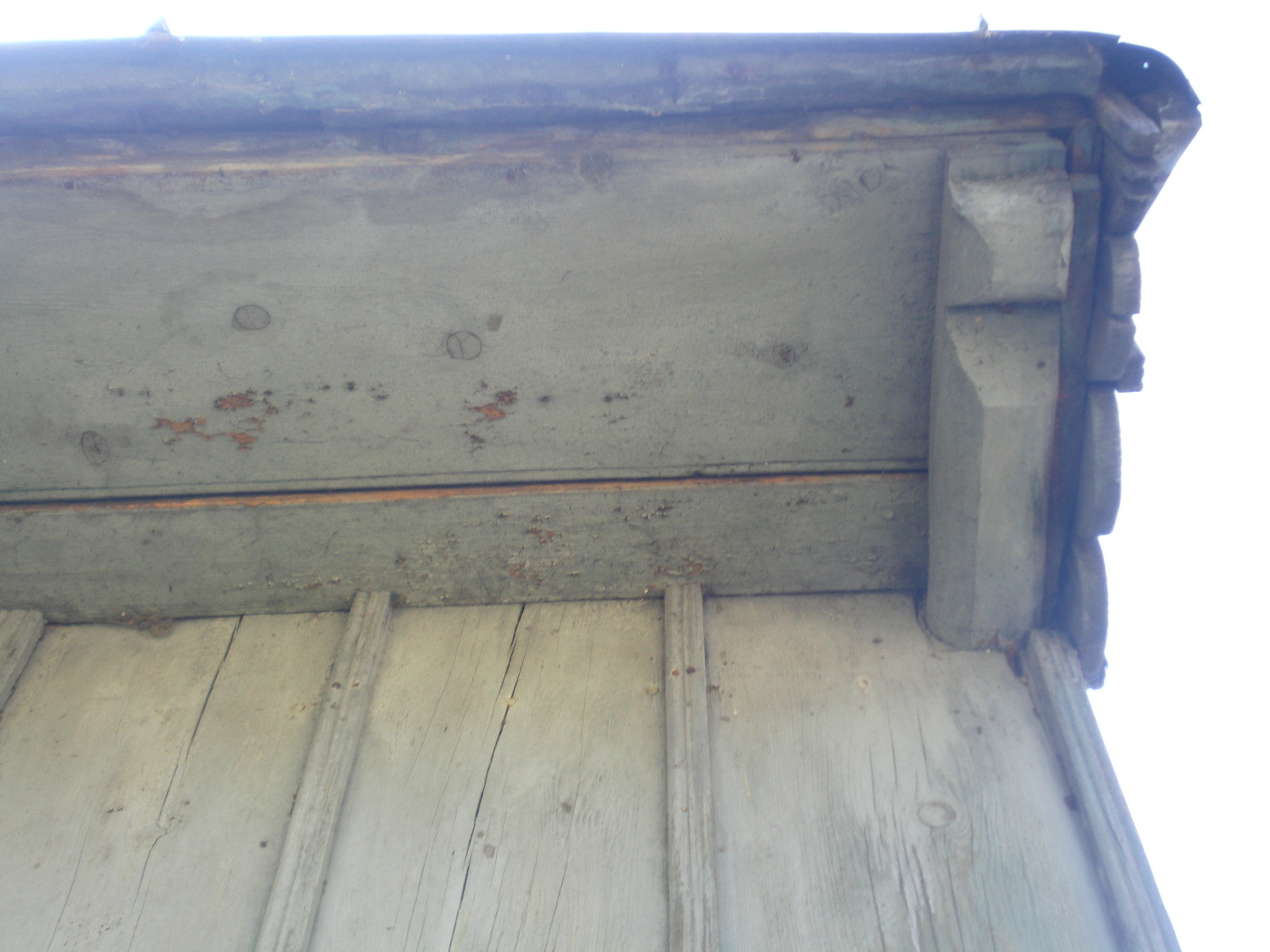
Bagdadie și consolă